# Enzo Misefari
Enzo Misefari, all'anagrafe Vincenzo Misefari (Palizzi, 7 aprile 1899 – Reggio Calabria, 28 marzo 1993), è stato un politico, sindacalista e storico italiano.
Fratello di Bruno (conosciuto come l'"Anarchico di Calabria") e Ottavio (calciatore reggino tra i più conosciuti nei primi anni del secolo), è stato protagonista delle lotte per il Socialismo nel Mezzogiorno: tra i fondatori e dirigenti dell'antifascismo clandestino in Calabria, nel Dopoguerra è stato componente del Comitato Direttivo Nazionale della CGIL e deputato del Partito Comunista.

## Vita
Già all'età di 12 anni, influenzato fortemente dal fratello Bruno, aderì all'ideologia socialista, acquisendo molto presto una sua autonomia di pensiero; infatti, diversamente da Bruno che aderì alla teoria di Bakunin, Enzo abbracciò le tesi del sindacalismo rivoluzionario di Georges Sorel. Costretto a prestare servizio militare a Palermo e alla scuola ufficiali di Caserta, manifestò in maniera esplicità la sua avversione alla guerra e pertanto fu degradato ed inviato al confino a Lipari.
A Lipari poté dedicarsi allo studio della storia del Regno di Napoli e degli altri regni dei Borboni nell'Europa. Nell'isola, appena cessata la guerra, fondò una sezione socialista e una «lega operaia». Fu per questo motivo denunciato dalle autorità locali e fu punito con il confino a Ponza, dove provocò un ammutinamento che fu sedato in breve tempo. Misefari segretamente inviò ai deputati socialisti un esposto sulle condizioni dei confinati.
Ritornato a Reggio Calabria partecipò, insieme ai contadini, alle lotte per l'occupazione delle terre che precedettero l'avvento del fascismo. Si dedicò all'attività di pubblicista divenendo, tra l'altro, redattore dell'«Amico del popolo» fondato dal fratello Bruno. È intorno alla metà degli anni venti che con lui iniziò anche l'attività clandestina de «I figli del popolo», destinata però al fallimento.
Tra il 1927 e il 1932 Misefari guarda con interesse al PCI., continuando nel frattempo la sua attività antifascista.
Intorno al 1928 strinse un forte rapporto di amicizia con il poeta Salvatore Quasimodo, il quale si era trasferito a Reggio Calabria per svolgere il lavoro di geometra presso il Genio Civile. È proprio Misefari che avrà un peso importante per le successive scelte politiche del poeta. Restano fortunatamente in archivio tutte le lettere di Quasimodo a Misefari, che offrono interessanti informazioni sulla poetica del futuro premio Nobel e sull'ambiente letterario e culturale del tempo.
Dopo la morte del fratello Bruno avvenuta nel 1936, dopo un breve periodo di crisi, Misefari riprese l'attività clandestina antifascista ispirata ai principi comunisti. Tra il 1936 e il 1943 fu rifondato clandestinamente il PCI in provincia di Reggio Calabria e, anche per tramite di Misefari, si collegò con quelli della provincia di Cosenza e di Catanzaro. Dopo lo sbarco, con il ritorno nella legalità, la segreteria provinciale del partito fu consegnata da Misefari a Eugenio Musolino (rientrato pochi giorni prima dal confino di polizia). Nelle settimane precedenti Misefari aveva fondato il "Comitato di concentrazione antifascista" insieme con Guglielmo Calarco (esponente socialista) ed Eugenio Laface (comunista).
In Calabria, Enzo Misefari fu il solo processato politico del periodo dell'occupazione alleata, per il seguente motivo: "...on or about the 2nd day of january 1944 took part in a communist assembly at Bova Marina".
Nel gennaio del 1945 la CGIL di Reggio Calabria lo nominò segretario generale. Quale membro della Confederazione generale della CGIL e quale appartenente al PCI, Misefari visse in prima persona le grandi lotte operaie e contadine svoltesi in Italia (ed in particolar modo nel Mezzogiorno), partecipò ai lavori del partito e fu inserito nelle liste proposte agli elettori per gli enti locali e il Parlamento.
Negli anni successivi viene infatti eletto consigliere comunale a Reggio Calabria, poi consigliere provinciale nel collegio di Rosarno ed infine deputato nella terza legislatura nel 1958. Nel 1963, per via dei contrasti con la direzione del partito abbandonò il PCI.
Dal 1964 in poi Misefari si dedicò all'organizzazione dei gruppi marxisti - leninisti in Italia. Entrò in contatto con Ludovico Geymonat. A Vicenza, con altri compagni, fondò il Partito Comunista d'Italia (marxista-leninista) ed entrò in contatto con gli elementi filocinesi di Milano e con il Partito Comunista Albanese.
Nel 1969, a causa di contrasti di natura ideologica dovuti ad articoli pubblicati sul giornale del PCdI "Il Partito" che criticavano i principi del marxismo-leninismo, Misefari diede le dimissioni dal partito e ritornò a Reggio Calabria, dove iniziò la sua attività di storico e letterato.
Fino alla sua morte si dedicò agli studi, in particolare quelli riguardanti la storia sociale e politica della Calabria, con particolare riferimento al periodo dell'occupazione fascista e agli anni delle rivolte contadine precedenti l'avvento del regime.
A Enzo Misefari è stata intitolata una via nella città di Reggio Calabria.

## Attività di Deputato
- Proposte di Legge presentate, su legislature.camera.it.
- Interrogazioni con risposta scritta presentate, su legislature.camera.it.
- Attività legislativa in Assemblea, su legislature.camera.it.
- Attività legislativa in Commissione, su legislature.camera.it.
- Attività non legislativa in Assemblea, su legislature.camera.it.
- Attività non legislativa in Commissione e altri organi, su legislature.camera.it.

## Opere
- Enzo Misefari, La liberazione del Sud: con particolare riferimento alla Calabria, Pellegrini, 1992.
- Enzo Misefari, L'uomo nuovo, Pellegrini, 1990.
- Enzo Misefari, Bruno, biografia di un fratello, Zero in condotta, 1989.
- Enzo Misefari, Il trasformismo molecolare nel Parlamento italiano, Pellegrini, 1989.
- Enzo Misefari, Partigiani di Calabria, Pellegrini, 1988.
- Enzo Misefari, Il socialismo in Calabria nel periodo giolittiano, Rubbettino, 1988.
- Enzo Misefari, Sofo sereno, Teti, 1988.
- Enzo Misefari, ...e udrai amico il vento, Centro reggino di ricerche storiche, 1987.
- Enzo Misefari, Sindacato e lotte per la terra in Calabria 1943-1945 : contributi per una storia sociale, Ediesse, 1986.
- Enzo Misefari, Il socialismo in Calabria nel periodo giolittiano, Rubbettino, 1985.
- Enzo Misefari, Alvaro politico: analisi di un comportamento, Rubbettino, 1981.
- Enzo Misefari, L'avvento del fascismo in Calabria, Pellegrini, 1980.
- Enzo Misefari, Il quadrumviro col frustino: Michele Bianchi, Lerici, 1977.
- Enzo Misefari, Pasquino Crupi; Sharo Gambino; Eugenio Musolino, La repubblica rossa di Caulonia : una rivoluzione tradita?, Casa del libro, 1977.
- Enzo Misefari, Storia sociale della Calabria : popolo, classi dominanti, forme di resistenza dagli inizi dell'età moderna al XIX secolo, Jaca Book, 1976.
- Enzo Misefari, La Resistenza degli albanesi contro l'imperialismo fascista, Edizioni di cultura popolare, 1976.
- Enzo Misefari, Le lotte contadine in Calabria nel periodo 1914-1922, Jaca Book, 1972.
- Enzo Misefari, La violenza inutile, Casa del libro, 1970.
- Enzo Misefari, Comunisti falsi e comunisti veri : lettera al compagno Care, SEIT, 1965.
- Enzo Misefari, Per la lista Progresso, unitaria e popolare : discorso tenuto a Palmi Calabro la sera del 10/11/1963, Industria grafica meridionale, 1963.
- Enzo Misefari, Acque, strade e ricostruzione edilizia nel quadro dello sviluppo economico del Mezzogiorno, Colombo, 1959.
- Enzo Misefari, L'edilizia in provincia di Reggio Calabria dopo il terremoto del 1908, in Ricerche di storia medioevale e moderna in Calabria, Tip. Lucio Speranza - Pubblicazione del Museo Civico di Reggio, 1938.